# Richard W. Pollack
Richard W. Pollack (nacido el 2 de julio de 1950) es un exjuez asociado de la Corte Suprema de Hawái.  Fue nominado por el gobernador Neil Abercrombie en 2012 para reemplazar al juez saliente James E. Duffy, Jr. Su nominación fue aprobada en el Senado del estado de Hawái por 24 votos a 1 y fue designado el 6 de agosto de 2012.  Se jubiló el 2 de julio de 2020, cuando alcanzó la edad de jubilación obligatoria de 70 años.  

## Carrera jurídica
Pollack asistió a la Universidad de California, Santa Bárbara y a la Facultad de Derecho Hastings de la Universidad de California, donde recibió su licenciatura en artes con honores y su doctorado en derecho (1976), respectivamente.  Después de aprobar el examen del Colegio de Abogados de Hawaii, se convirtió en defensor público adjunto, cargo que desempeñó durante siete años.  En 1987, se convirtió en Defensor Público del Estado, cargo que desempeñó durante trece años hasta que fue nombrado juez del Primer Circuito de Oahu de los Tribunales del Circuito del Estado de Hawái.  También es profesor en la Facultad de Derecho William S. Richardson de la Universidad de Hawai en Mānoa, donde enseña Pruebas y Procedimiento Penal.  